# Trofeo Laigueglia 2022
La 59.ª edición de la clásica ciclista Trofeo Laigueglia fue una carrera en Italia que se celebró el 2 de marzo de 2022 sobre un recorrido de 202 kilómetros con inicio y final en la ciudad de Laigueglia.
La carrera formó parte del UCI ProSeries 2022, calendario ciclístico mundial de segunda división, dentro de la categoría UCI 1.Pro y fue ganada por el esloveno Jan Polanc del UAE Emirates. Completaron el podio, como segundo y tercer clasificado respectivamente, el español Juan Ayuso y el italiano Alessandro Covi, ambos del mismo equipo que el vencedor.

## Equipos participantes
Tomaron parte en la carrera 24 equipos: 8 de categoría UCI WorldTeam, 7 de categoría UCI ProTeam, 8 de categoría Continental y la selección nacional italiana. Formaron así un pelotón de 165 ciclistas de los que acabaron 79. Los equipos participantes fueron:
| WorldTeams (8)- AG2R Citroën Team - Astana Qazaqstan Team - Cofidis - Groupama-FDJ - Ineos Grenadiers - Intermarché-Wanty-Gobert Matériaux - Trek-Segafredo - UAE Team Emirates ProTeams (7)- B&B Hotels-KTM - Bardiani-CSF-Faizanè - Bingoal Pauwels Sauces WB - Drone Hopper-Androni Giocattoli - Eolo-Kometa - Equipo Kern Pharma - Arkéa-Samsic Equipos continentales (8)- Beltrami TSA-Tre Colli - Biesse-Carrera - General Store-Essegibi-F.lli Curia - MG.K Vis Colors For Peace VPM - Colpack-Ballan - Team Corratec - Team Qhubeka - Work Service-Vitalcare-Dynatek Equipo nacional- Italia |
| |

## Clasificación final
- La clasificación finalizó de la siguiente forma:[3]

| \| Clasificación general \| Clasificación general \| Clasificación general \| Clasificación general \| Clasificación general \| \| Ciclista \| Ciclista \| Equipo \| Tiempo \| \| \| --------------------- \| --------------------- \| ---------------------------------- \| --------------------- \| --------------------- \| \| 1.º \| Jan Polanc \| UAE Team Emirates \| 5 h 02 min 25 s \| \| \| 2.º \| Juan Ayuso \| UAE Team Emirates \| + 2 s \| \| \| 3.º \| Alessandro Covi \| UAE Team Emirates \| + 2 s \| \| \| 4.º \| Lorenzo Rota \| Intermarché-Wanty-Gobert Matériaux \| + 2 s \| \| \| 5.º \| Carlos Rodríguez \| Ineos Grenadiers \| + 8 s \| \| \| 6.º \| Victor Lafay \| Cofidis \| + 24 s \| \| \| 7.º \| Diego Ulissi \| UAE Team Emirates \| + 32 s \| \| \| 8.º \| Giulio Ciccone \| Trek-Segafredo \| + 32 s \| \| \| 9.º \| Quentin Pacher \| Groupama-FDJ \| + 32 s \| \| \| 10.º \| Clément Champoussin \| AG2R Citroën Team \| + 32 s \| \| |                     |                                    |                 |
| |                     |                                    |                 |
| Fuente: ProCyclingStats |                     |                                    |                 |
| Clasificación general |                     |                                    |                 |
| Ciclista | Ciclista            | Equipo                             | Tiempo          |
| 1.º | Jan Polanc          | UAE Team Emirates                  | 5 h 02 min 25 s |
| 2.º | Juan Ayuso          | UAE Team Emirates                  | + 2 s           |
| 3.º | Alessandro Covi     | UAE Team Emirates                  | + 2 s           |
| 4.º | Lorenzo Rota        | Intermarché-Wanty-Gobert Matériaux | + 2 s           |
| 5.º | Carlos Rodríguez    | Ineos Grenadiers                   | + 8 s           |
| 6.º | Victor Lafay        | Cofidis                            | + 24 s          |
| 7.º | Diego Ulissi        | UAE Team Emirates                  | + 32 s          |
| 8.º | Giulio Ciccone      | Trek-Segafredo                     | + 32 s          |
| 9.º | Quentin Pacher      | Groupama-FDJ                       | + 32 s          |
| 10.º | Clément Champoussin | AG2R Citroën Team                  | + 32 s          |

## Ciclistas participantes y posiciones finales
Convenciones:
- AB-N: Abandono en la etapa "N"
- FLT-N: Retiro por llegada fuera del límite de tiempo en la etapa "N"
- NTS-N: No tomó la salida para la etapa "N"
- DES-N: Descalificado o expulsado en la etapa "N"

## UCI World Ranking
El Trofeo Laigueglia otorgó puntos para el UCI World Ranking para corredores de los equipos en las categorías UCI WorldTeam, UCI ProTeam y Continental. Las siguientes tablas son el baremo de puntuación y los diez corredores que obtuvieron más puntos:
| Posición              | 1.º | 2.º | 3.º | 4.º | 5.º | 6.º | 7.º | 8.º | 9.º | 10.º | 11.º | 12.º | 13.º | 14.º | 15.º | 16.º-30.º | 31.º-40.º |
| Clasificación general | 200 | 150 | 125 | 100 | 85  | 70  | 60  | 50  | 40  | 35   | 30   | 25   | 20   | 15   | 10   | 5         | 3         |

| Clasificación |                     |                                    |         |
| Posición      | Ciclista            | Equipo                             | General |
| ------------- | ------------------- | ---------------------------------- | ------- |
| 1.º           | Jan Polanc          | UAE Emirates                       | 200     |
| 2.º           | Juan Ayuso          | UAE Emirates                       | 150     |
| 3.º           | Alessandro Covi     | UAE Emirates                       | 125     |
| 4.º           | Lorenzo Rota        | Intermarché-Wanty-Gobert Matériaux | 100     |
| 5.º           | Carlos Rodríguez    | INEOS Grenadiers                   | 85      |
| 6.º           | Victor Lafay        | Cofidis                            | 70      |
| 7.º           | Diego Ulissi        | UAE Emirates                       | 60      |
| 8.º           | Giulio Ciccone      | Trek-Segafredo                     | 50      |
| 9.º           | Quentin Pacher      | Groupama-FDJ                       | 40      |
| 10.º          | Clément Champoussin | AG2R Citroën                       | 35      |